# (34256) Advaitpatil
(34256) Advaitpatil es un asteroide perteneciente al cinturón de asteroides, descubierto el 28 de agosto de 2000 por el equipo del Lincoln Near-Earth Asteroid Research desde el Laboratorio Lincoln, Socorro, Nuevo México.

## Designación y nombre
Designado provisionalmente como  2000 QK116. Fue nombrado por Advait Patil (nacido en 2000) quien fue finalista en el concurso de talentos científicos Regeneron Science Talent Search (STS) de 2018, una competencia científica para estudiantes de último año de secundaria, por su proyecto de genómica. Asiste a la Lynbrook High School, San José, California.

## Características orbitales
Advaitpatil está situado a una distancia media del Sol de 2,841 ua, pudiendo alejarse hasta 2,948 ua y acercarse hasta 2,734 ua. Su excentricidad es 0,038 y la inclinación orbital 3,262 grados. Emplea 1749,06 días en completar una órbita alrededor del Sol.
Pertenece a la familia de asteroides de (158) Koronis.

## Características físicas
La magnitud absoluta de Advaitpatil es 14,63. Tiene 3,476 km de diámetro y su albedo se estima en 0,160.